# کوناکلی
کوناکلی (به ترکی استانبولی: Konaklı) شهری است در کشور ترکیه که در استان آنتالیا واقع شده‌است. جمعیت این شهر بر اساس سرشماری سال ۲۰۰۸ میلادی ۱۲٬۳۹۶ نفر و بر اساس برآوردهای سال ۲۰۰۹ میلادی ۱۲٬۷۶۵ نفر می‌باشد.